# 3427 Szentmártoni
A 3427 Szentmártoni (ideiglenes nevén 1938 AD) a Naprendszer kisbolygóövében keringő kisbolygó, melyet 1938. január 6-án fedezett fel Kulin György a Svábhegyi Csillagvizsgálóban.
Kulin György az 1333 Cevenola észlelése közben akadt az új égitest nyomára, majd február 27-éig további 9 felvételen sikerült rögzítenie. Az 1980-as évek elejéig csak hat alkalommal figyelték meg. Később kiderült, hogy már 1933-ban is lefotózták Heidelbergben, de csak egy éjszakán. 1994-ben nevezték el Szentmártoni Béla amatőrcsillagászról.

## Külső hivatkozások
- Albireo Amatőrcsillagász Klub
- Szentmártoni Béla lapja